# Harry Sicher

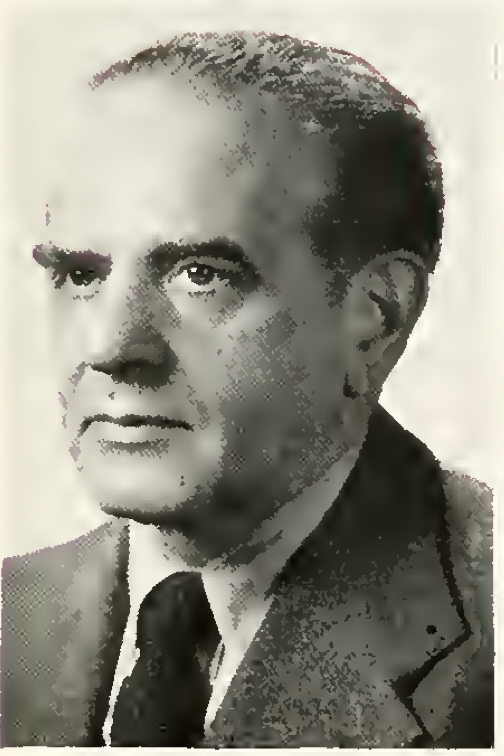
Harry Sicher, 1943

Harry Sicher (* 11. September 1889 in Wien; † 9. Dezember 1974 in Chicago) war ein österreichisch-US-amerikanischer Zahnarzt und Wissenschaftler.

## Leben
Harry Sicher wurde am 11. September 1889 in Wien geboren. Nach der Reifeprüfung am Staatsgymnasium im Jahre 1907 studierte er Humanmedizin an der Universität Wien und promovierte am 13. März 1913 zum Doktor der gesamten Heilkunde. Bereits während des Studiums arbeitete er 1911–1913 als Demonstrator am I. Anatomischen Institut unter Julius Tandler und blieb diesem Fachgebiet zeitlebens treu. Nach Beendigung des Studiums entschied sich Harry Sicher, den weiteren Weg als Zahnmediziner zu gehen. Die Jahre als Assistent am zahnärztlichen Institut 1914 bis 1920 wurden durch 3 Jahre Kriegsdienst als Militärarzt unterbrochen. Im Jahr 1920 habilitierte Harry Sicher zum Privatdozenten für Zahnheilkunde und wurde 1933 zum a. o. Professor berufen, wo er in klinischer Praxis, Lehre und Forschung tätig war. Im Jahre 1938 wurde er von der Medizinischen Universität Wien im Nationalsozialismus aus rassistischen Gründen vertrieben und seine Venia legendi widerrufen. Das gesamte jüdische Universitätspersonal wurde entlassen, wie die Zahnmediziner Balint Orbán (1899–1960), Rudolf Kronfeld (1901–1940), Bernhard Gottlieb (1885–1950), Joseph Peter Weinmann (1896–1960) und Albin Oppenheim (1875–1945). Sie waren Vertreter der berühmten, 1923 gegründeten, „Wiener Schule“, die durch die Publikationen mikroskopischer Studien parodontaler Erkrankungen anhand von menschlichem Autopsiematerial weltweite Berühmtheit erlangte. Ihre Namen sind vielen hierzulande nicht bekannt, erst in Amerika gelangten sie zu großem Ruhm und ihre wissenschaftlichen Tätigkeiten wurden hoch geschätzt und vielfach geehrt. Sicher emigrierte nach Großbritannien, wo er jedoch keine Zulassung als praktizierender Zahnarzt bekam. Er reiste weiter in die USA, wo er ab Juni 1939 eine Anstellung als Assistenzprofessor für Neuroanatomie an der Chicago Medical School fand. Harry Sicher starb 85-jährig am 9. Dezember 1974 in Chicago. Er hinterließ seine zweite Ehefrau, aber keine Kinder.

## Wissenschaftliche Laufbahn
Er beschrieb 1920 in seinem Lehrbuch „Anatomie und Technik der Leitungsanästhesie im Bereiche der Mundhöhle“ die exakte Vorgehensweise bei der Durchführung der verschiedenen Lokalanästhesien im Mundbereich, die von vielen Zahnärzten übernommen wurde.  Sicher's Arbeit bildete jahrzehntelang den Grundstein für die Vermittlung der oralen Anatomie im zahnmedizinischen Lehrplan. Kieferorthopäden, griffen seine Erkenntnisse über das Wachstum des Kopfes und Gesichts auf.
Ab 1942 wurde er Vorstand des Instituts für Anatomie und Histologie an der Loyola University School of Dentistry in Chicago, wo er 1960 emeritierte. Harry Sicher publizierte im Laufe seiner Karriere von 1911 bis 1970 weltweit etwa 145 wissenschaftliche Artikel in renommierten Fachzeitschriften, in denen er alle Fachrichtungen der Zahnheilkunde behandelte. Dazu kommen noch 6 Lehrbücher, 4 in Deutsch und 2 in Englisch, ein Buchbeitrag in einem Lehrbuch für Zahnheilkunde, und ein Lehrbuch, welches er nach dem Tod seines Kollegen Balint Orban (1960) in der 5. Auflage herausgegeben hat. Sein Werk „Oral anatomy“ wurde in 4 Sprachen herausgegeben und wurde für viele Jahrzehnte das Standardlehrbuch für Anatomie für Zahnmedizinstudenten in vielen Ländern, es erschien 1988 bereits in 8. Auflage. Durch zahlreiche Entwicklungsstudien von Knochen und Kiefer erlangte Sicher große Anerkennung unter den Kieferorthopäden.
Er studierte und verstand die Komplexität vieler wissenschaftlicher Disziplinen, darunter Anthropologie, angewandte Kopf-, Hals- und Mundanatomie, Biologie, Knochenstoffwechsel, vergleichende Anatomie, Embryologie, Endokrinologie, Entomologie, Evolutionsbiologie, Histologie, Okklusion, Pathologie und Physiologie. Besonders produktiv war seine Zusammenarbeit mit Balint Orbán und Joseph Weinmann. Als Gastdozent referierte er jahrzehntelang weltweit vor Zahnärzten, Medizinern und Fachleuten. Er hatte die seltene didaktische Fähigkeit, den menschlichen Körper anschaulich darzustellen. Mehrere seiner Bücher, Oral Anatomy (1949), Bone and Bones (1944) und Oral Histology and Embryology (1962, 1966, 1972) wurden zu maßgeblichen Lehrbüchern für Zahnärzte auf der ganzen Welt.

## Ehrungen
- 1968: Albert H. Ketcham memorial award[2]

## Veröffentlichungen (Auswahl)
- Über das Zahnziehen,  Urban & Schwarzenberg, Berlin, 1937.
- Allgemeine und örtliche Betäubung in der Zahnheilkunde, Urban & Schwarzenberg, Berlin, 1936.
- Anatomie für Zahnärzte, Julius Springer, Berlin 1928.
- Anatomie und Technik der Leitungsanästhesie im Bereiche der Mundhöhle, J. Springer, Berlin 1920, 1925[1]
- Anatomische Untersuchungen an Schädeln mit Stellungsanomalien der Zähne, Urban & Schwarzenberg, Berlin, 1920.
- Anatomie für Zahnärzte, 1928.
- Bone and bones: fundamentals of bone biology 1944.
- Dental science handbook: a manual of information about dental science and dental practice prepared primarily for those in vocations other than dentistry
- Disorders of the temporomandibular joint: diagnosis, management, relation to occlusion of teeth
- Masticatory apparatus in the giant panda and the bears, 1944.
- The adaptive chin
- Über das Zahnziehen